# Johannes Stöffler
Johannes Stöffler (de asemenea Stöfler, Stoffler, Stoeffler) (n. 10 decembrie 1452, Blaubeuren, Baden-Württemberg, Germania – d. 16 februarie 1531, Blaubeuren, Baden-Württemberg, Germania) a fost un matematician, astronom, astrolog și preot german, confecționer de instrumente astronomice și profesor la Universitatea din Tübingen.

## Viața
Johannes Stöffler s-a născut pe 10 decembrie 1452, în localitatea Justingen din apropiere de Blaubeuren, în Jura Șvabă. A urmat cursurile elementare ale școlii mănăstirii Blaubeuren, după care s-a înscris la nou-înființata Universitate din Ingolstadt în data de 21 aprilie 1472, unde a obținut diploma Baccalaureus în septembrie 1473 și diploma Magister în ianuarie 1476. După terminarea studiilor a fost numit paroh la Justingen, unde în afară de obligațiile sale clericale, s-a ocupat de astronomie, astrologie și de confecționarea de instrumente de observare astronomice cum erau ceasurile și globurile cerești. A purtat o vie corespondență cu importanți umaniști ai vremii sale, ca de exemplu Johannes Reuchlin, pentru care a confecționat un Equatorium și a scris un horoscop.
În 1499 el a prezis că un potop va scufunda lumea sub ape în data de 20 februarie 1524. În 1507, la intervenția ducelui Ulrich I, a fost numit profesor la recent înființata catedră de matematică și astronomie de la Universitatea din Tübingen, unde a predat și publicat mai multe lucrări, fiind ales în cele din urmă ca rector în anul 1522. În perioada numirii sale, el se bucura deja de o recunoaștere științifică în domeniul efemeridelor - deoarece făcea studii în colaborare cu Jacob Pflaum - și a continuat calculele lui Regiomontanus care au fost publicate postum în anul 1531. Lucrarea sa Elucidatio fabricae ususque astrolabii, publicată în mai multe ediții, a fost folosită de astronomi pentru o lungă perioadă de timp ca un manual de lucru. Philipp Melanchthon și Sebastian Münster au fost cei mai cunoscuți studenți ai săi. În anul 1530, când o epidemie de ciumă a forțat împărțirea și relocarea universității într-o zona rurală din apropierea Tübingen-ului, Stöffler s-a dus la Blaubeuren și a murit acolo de ciumă la 16 februarie 1531. A fost îngropat în interiorul bisericii universitare din Tübingen.

## Lucrări
- 1493: Un glob ceresc pentru episcopul de Konstanz. Acest glob, în calitate de singurul rămas și cel mai important obiect din atelierul său, este expus la Muzeul Landului Württemberg din Castelul Vechi din Stuttgart.
- 1496: Un ceas astronomic pentru Catedrala din Konstanz.
- 1498: Un glob ceresc pentru episcopul de Worms.
- 1499: Un Almanah (Almanach nova plurimis annis tuburi venturi inserentia) ,publicat în colaborare cu astronomul Jakob Pflaum din Ulm, care a fost desemnat ca o continuare a efemeridelor lui Regiomontanus. El a avut o mare circulație, fiind tipărite 13 ediții până în 1551, și a exercitat un efect puternic asupra astronomiei din perioada Renașterii.
- 1512: O carte despre construirea și utilizarea astrolabului (Elucidatio fabricae ususque astrolabii), publicată în 16 ediții până în 1620, și, în 2007, pentru prima dată în limba engleză.[5]
- 1514: Tabele astronomice (Tabulae astronomicae).
- 1518: O propunere pentru revizuirea calendarului (Calendarium romanum magnum), care a reprezentat baza calendarului gregorian.[6]

## Recunoaștere postumă
Craterul lunar "Stöfler" (cu un singur f) a fost numit în onoarea lui.